# تشیتش
تشیتش (به چکی: Čejč) یک منطقهٔ مسکونی در جمهوری چک است که در ناحیه هودونین واقع شده‌است. تشیتش ۱۳٫۲۷ کیلومتر مربع مساحت و ۱٬۲۴۸ نفر جمعیت دارد و ۱۸۳ متر بالاتر از سطح دریا واقع شده‌است.